# Osiedle Tatrzańskie (Bydgoszcz)
Osiedle Tatrzańskie – część Fordonu – dzielnicy Bydgoszczy leżącej nad Wisłą. Teren osiedla został włączony do Bydgoszczy 1 stycznia 1973 roku. Od lat 80. XX w. nastąpił rozwój budownictwa mieszkaniowego. Znajduje się tutaj pętla autobusowa i „Targowisko Tatrzańskie”. Nazwa jest związana z występującymi tu górskimi nazwami ulic oraz nawiązuje pośrednio do zróżnicowanego krajobrazu, którym charakteryzuje się otoczenie osiedla (sąsiedztwo Zbocza Fordońskiego).

## Ulice na osiedlu
- Klimka Bachledy
- Tytusa Chałubińskiego
- Bronisława Czecha
- Hieronima Derdowskiego
- Galla Anonima
- GOPR-u
- Janosika
- Jarużyńska
- Juhasów
- Wincentego Kadłubka
- Marcina Kromera
- Lawinowa
- Heleny Marusarzówny
- Pelplińska
- Pod Reglami
- Wojciecha Roja
- Sabały
- Śnieżna
- Taterników
- Tatrzańska
- Stanisława Witkiewicza
- Wyzwolenia
- Mariusza Zaruskiego
- Zbójnicka

## Markety
- Biedronka (ul. Wyzwolenia 106)
- Twój Market (ul. Pelplińska 41)

## Edukacja
- Szkoła Podstawowa nr 67
- Collegium Salesianum (Liceum Towarzystwa Salezjańskiego, Gimnazjum Towarzystwa Salezjańskiego, Szkoła Podstawowa Towarzystwa Salezjańskiego)

## Komunikacja
Na Osiedlu Tatrzańskim znajduje się pętla autobusowa o takiej samej nazwie. Odjeżdżają z niej linie:
Autobusowe Dzienne:
- 69 Błonie – Tatrzańskie (wszystkie kursy przez Centrum Onkologii)
- 74 Wyścigowa – Tatrzańskie
- 81 Tatrzańskie – IKEA (w oznaczonych kursach trasa wydłużona do Toru Regatowego lub Przemysłowej bądź skrócona do Centrum Onkologii)
- 82 Tatrzańskie – Zamczysko (Sezonowo do Lasu Gdańskiego P+R)
- 83 Tatrzańskie – Czyżówko
- 89 Błonie – Tatrzańskie (przez Kaliskiego/UTP)

Autobusowe Międzygminne:
- 95 Tatrzańskie - Tatrzańskie (przez Strzelce Dolne, Górne) (Linia okrężna)
- 97 Tatrzańskie - Tatrzańskie (przez Strzelce Dolne, Górne) (Linia okrężna)

Autobusowe Nocne:
- 32N Dworzec Błonie – Tatrzańskie – (w oznaczonych kursach do Łoskoń/Zajezdnia)
- 33N Piaski – Tatrzańskie – (w oznaczonych kursach do Łoskoń/Zajezdnia)